# АЭС Мюльхайм-Керлих
Атомная электростанция Мюльхайм-Керлих (нем. Kernkraftwerk Mülheim-Kärlich) — закрытая атомная электростанция в Германии мощностью 1302 М Вт, единственная АЭС в Рейнланд-Пфальце. Находится на Рейне, около 10 километров на северо-западе от Кобленца вблизи города Мюльхайм-Керлих. Обществом-оператором является Société Luxembourgeoise de Centrales Nucléaires — дочерняя компания энергетического концерна RWE. АЭС была построена в 1986 году, но из-за неправильного разрешения на строительство её отключили от электросети уже в 1988 году. По решению Верховного суда от 1998 года атомную электростанцию запрещено снова запускать в эксплуатацию. Демонтаж градирни должен быть завершен в 2013 году, а зданий реактора — в 2014 году.

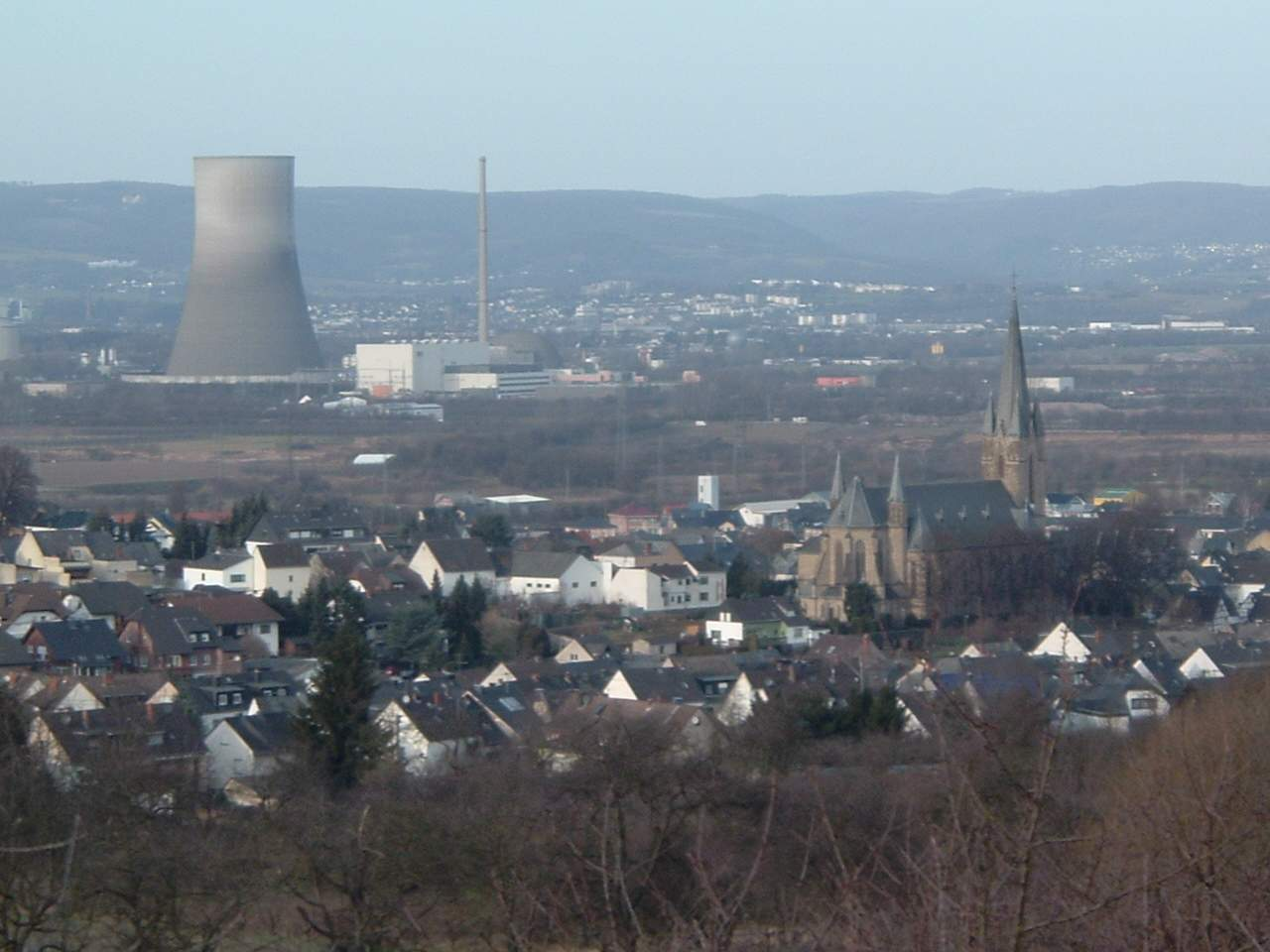
Город Мюльхайм-Керлих и атомная электростанция
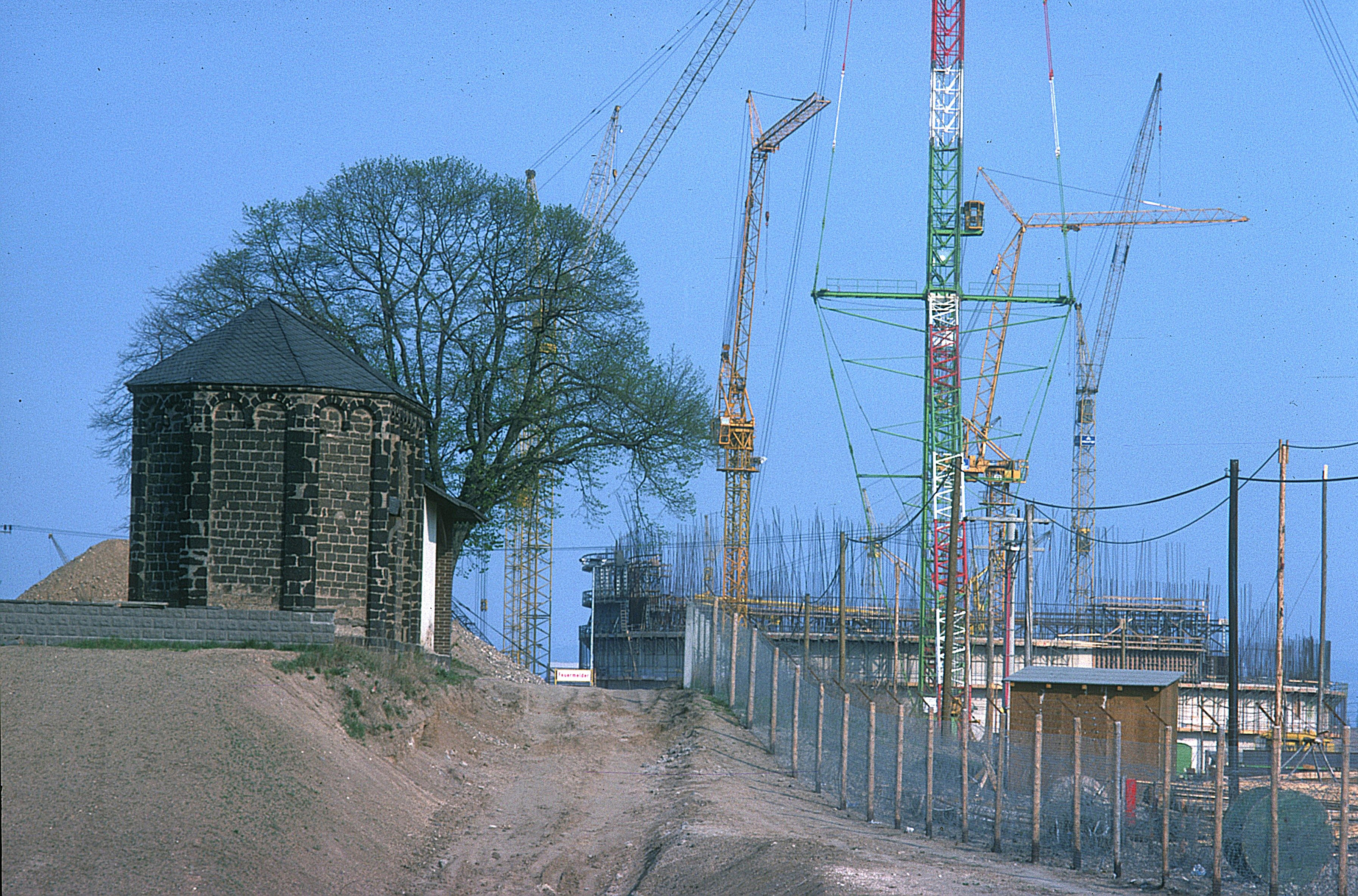
Часовня "У хорошего человека" (нем. "Am Guten Mann") и стройплощадка АЭС в 1976 году
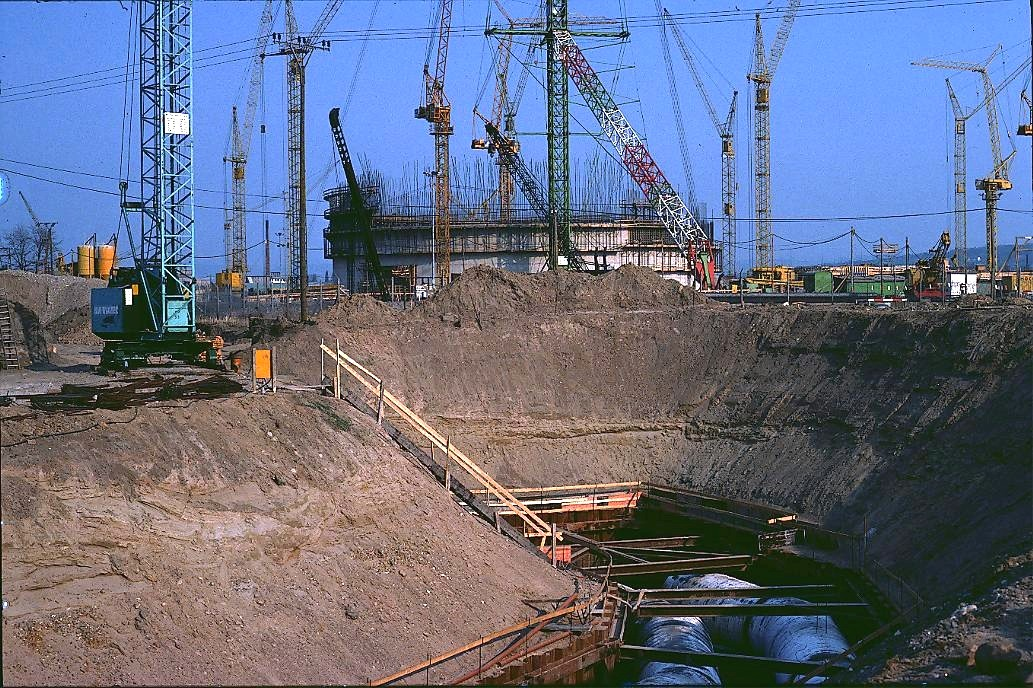
Стройплощадка АЭС 5 апреля 1976 года
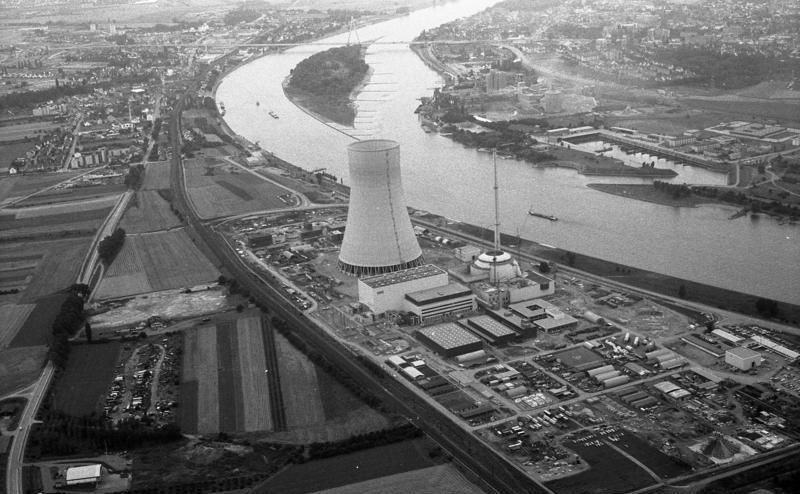
Аэрофотоснимок АЭС в 1979 году во время строительства

## Данные энергоблока
АЭС имеет один энергоблок:
| Энергоблок            | Тип реактора                       | Нетто- мощность | Брутто- мощность | Начало строительства | Синхронизация с электросетью | Коммерческая эксплуатация | Закрытие   |
| --------------------- | ---------------------------------- | --------------- | ---------------- | -------------------- | ---------------------------- | ------------------------- | ---------- |
| Mülheim-Kärlich (KMK) | Водо-водяной ядерный реактор (PWR) | 1219 MВт        | 1302 MВт         | 15.01.1975           | 14.03.1986                   | 01.08.1987                | 09.09.1988 |